# Activision
Activision je američka tvrtka za distribuciju i razvoj videoigara, u većini je u posjedu Francuske kompanije "Vivendi". Trenutni direktor je Rob Kostich. Tvrtka je osnovana 1. listopada, 1979. Najpoznatija je po izdavanju nekih od najprodavanijih serijala poput Call of Duty, Guitar Hero, Skylanders i Tony Hawk.
Activision je najveća izdavačka kuća za videoigre na svijetu. Surađuje s Microsoftom, te sestrinskom tvrtkom "Activision Blizzard".

## Povijest
Do dolaska Activisiona, tvrtka Atari je bila jedina koja je razvijala videoigre za svoju igraču konzolu Atari 2600. Programeri koji su razvijali igre nisu dobivali nikakvu naknadu za igre koje su se prodavale dobro, stoga su programeri David Crane, Larry Kaplan, Alan Miller i Bob Whitehead zatražili sastanak s direktorom Atarija Rayem Kassararom i rekli mu da žele da se programere tretira isto kao glazbenike koji surađuju s diskografskim kućama.
Nakon što je Kassar odbio njihovu molbu da dobiju postotak od prodaje igara te da se njihova imena nalaze na kutijama videoigara koje su razvili, Crane, Miller i Whitehead osnivaju Activision u listopad 1979. godine.

### Vivendi
2007. godine tvrtku kupuje francuska kompanija Vivendi koja je u posjedu sestrinske tvrtke Activision Blizzard, tom kupnjom Activision je postao najskuplja tvrtka za videoigre s vrijednosti od 18,9 milijardi američkih dolara, što je za 4,8 milijardi dolara više nego najveća konkurentska tvrtka Electronic Arts kojoj se procjenjuje vrijednost od 14,1 milijarda američkih dolara. Activision Blizzard je u 2013. otkupio većinu Vivendijevih dionica do rujna te godine. Time Vivendi više nije vlasnik Activisiona.

## Poznatije igre

#### 1980
- Fishing Derby (1980.)
- Chopper Command (1982.)
- H.E.R.O. (1984.)
- Pitfall! (1982.)
- Ice Hockey (1981.)

#### 1990
- Quake serijal (osim prve igre; 1997. – 2009.)
- Civilization: Call to Power (1999.)
- Tony Hawk serijal (1999.- danas)

#### 2000
- X-Men serijal (2000. – 2011.)
- Spider-Man serijal (2002. – 2014.)
- Call of Duty (serijal) (2003.- danas)
- Prototype (2009. – 2012.)
- Doom 3 (2004.)
- Guitar Hero serijal (2006. – 2011.; 2015. - danas)
- Crash Bandicoot serijal (2008. - danas)
- Spyro the Dragon serijal (2008. - danas)
- Rome: Total War (2004.)
- DJ Hero (2009. – 2011.)

#### 2010
- Skylanders (2011. - danas)
- Destiny (2014. - danas)
- Blur (2010.)

## Vanjske poveznice
- Activision Blizzard službena stranica
- Službena stranica Activison.com